# 蘇珊·麥克丹尼爾
蘇珊·麥克丹尼爾（英語：Susan H. McDaniel）是美國心理學家，羅切斯特大學教授。曾任2016年美國心理學會會長。

## 生平
麥克丹尼爾在美國南部長大，大學就讀於杜克大學。1979年麥克丹尼爾取得北卡羅來納大學教堂山分校臨床心理學博士學位。她實習於德克薩斯大學醫學分部，並在 Texas Research Institute for Mental Sciences 完成博士後訓練。
麥克丹尼爾於2009年被授予羅切斯特大學Laurie Sands博士家庭與健康基金會的傑出教授。她也負責羅徹斯特大學醫學中心病人及家屬的護理教練計劃，並為該中心家庭醫學部門的副主任。2007年曾獲美國心理學基金會首屆心理學獎、2011年美國心理學Elizabeth Hurlock Beckman Award獎。

## 相關書籍
- 《愛的功課》（The Shared Experience of Illness），2003年，繁體中文版由心靈工坊出版，ISBN 957-285-656-1